# David Allardyce Webb
Pour les articles homonymes, voir David Webb et Webb.
David Allardyce Webb est un botaniste irlandais né à Dublin le 12 août 1912, mort dans un accident de voiture près d'Oxford le 26 septembre 1994. Il est notamment l'auteur d'un ouvrage sur la flore irlandaise intitulé An Irish Flora.

## Quelques publications
- 1948. Notes Preliminary to a Revision of the Irish Dactyloid Saxifrages. Proc. Royal Irish Academy 51 (B): 16.
- Webb, DA; MJP Scannell. 1983. Flora of Connemara and the Burren. Ed. Cambridge Univ Pr.  (ISBN 0-521-23395-X).